# KkStB 2
Die Dampflokomotivreihe kkStB 2 war eine Schnellzug-Schlepptenderlokomotivreihe der k.k. österreichischen Staatsbahnen (kkStB), deren Lokomotiven ursprünglich von verschiedenen verstaatlichten Privatbahnen stammten.
So kamen die 2.01–29 von der KRB/Kaiserin-Elisabeth-Bahn.
Die 2.30–41 stammten von der Galizischen Transversalbahn und die 2.42–60 entstanden durch
Umbau aus der KkStB-Reihe 1, wobei die Nummern 2.47 und 2.55 nicht besetzt wurden.
Die KRB/KEB-Lokomotiven wurden von der Wiener Neustädter Lokomotivfabrik 1884–1885 und von der Lokomotivfabrik der StEG 1885 geliefert,
die Maschinen der Galizischen Transversalbahn 1885 von der Wiener Neustädter Lokomotivfabrik.
Die drei erstgelieferten KRB/KEB-Loks hatten die Namen ST. PÖLTEN", BIELACH" und MARIAZELL".
Die Galizische Transversalbahn ordnete ihre Maschinen mit den Nummern 1153–1164 ein.
Nach dem Ersten Weltkrieg kamen acht zu den PKP als Reihe Od12, 24 zu den ČSD als 254.001–017 (sieben vor 1922 ausgeschieden), ein Exemplar zu den Eisenbahnen des Königreichs der Serben, Kroaten und Slowenen und später zu den JDŽ, die ihr vor der Ausmusterung keine eigene Reihennummer zuwiesen, sowie eine nach Sowjetrussland und die restlichen 23 Fahrzeuge zu den BBÖ unter Beibehaltung der Reihennummer.
Die BBÖ schieden die Reihe 2 bis 1930 aus, die ČSD bis 1933.
Die in der Tabelle angegebenen Dimensionen verstehen sich als typische Werte dieser zusammengewürfelten Reihe.